# Schronisko w Kamieniołomie
Schronisko w Kamieniołomie – jaskinia typu schronisko znajdująca się w skale Cylna na osiedlu Murownia będącym częścią wsi Wierzchowie w województwie małopolskim, w powiecie krakowskim, w gminie Wielka Wieś. Pod względem geograficznym znajduje się na Wyżynie Olkuskiej będącej częścią Wyżyny Krakowsko-Częstochowskiej.

## Opis obiektu
Schronisko znajduje się w nieczynnym kamieniołomie wapienia na osiedlu Murownia przy drodze odchodzącej na zachód od drogi 94 do Wierzchowia. W wyrobisku dawnego kamieniołomu jest parking dla turystów zwiedzających Jaskinię Wierzchowską Górną. Na wyrobisku kamieniołomu pozostał niewyeksploatowany skalny wał o wysokości kilku metrów, który na mapie Geoportalu podpisany jest jako skała Cylna. Na jego południowo-zachodniej stronie (z parkingu niewidocznej) znajdują się dwa otwory Schroniska w Kamieniołomie.
Główny, większy otwór schroniska znajduje się u podstawy skały. Jest to płytka nyża o wysokości ok. 2 m. Drugi, mniejszy otwór o sercowatym kształcie znajduje się po jej lewej stronie, powyżej dwumetrowego, łatwego do pokonania progu. Obydwa otwory łączą się ciasnym przejściem. Za lewym otworem ciągnie się korytarzyk o długości 3 m, na końcu zamknięty kalcytowymi naskorupieniami. Na ścianach i stropie nyży i korytarzyka brak nacieków, są tylko czarne naskorupienia, natomiast na dnie występuje grubokrystaliczny kalcyt. Spąg jest całkowicie skalisty. Schronisko jest w całości widne i suche. Brak roślin i zwierząt.

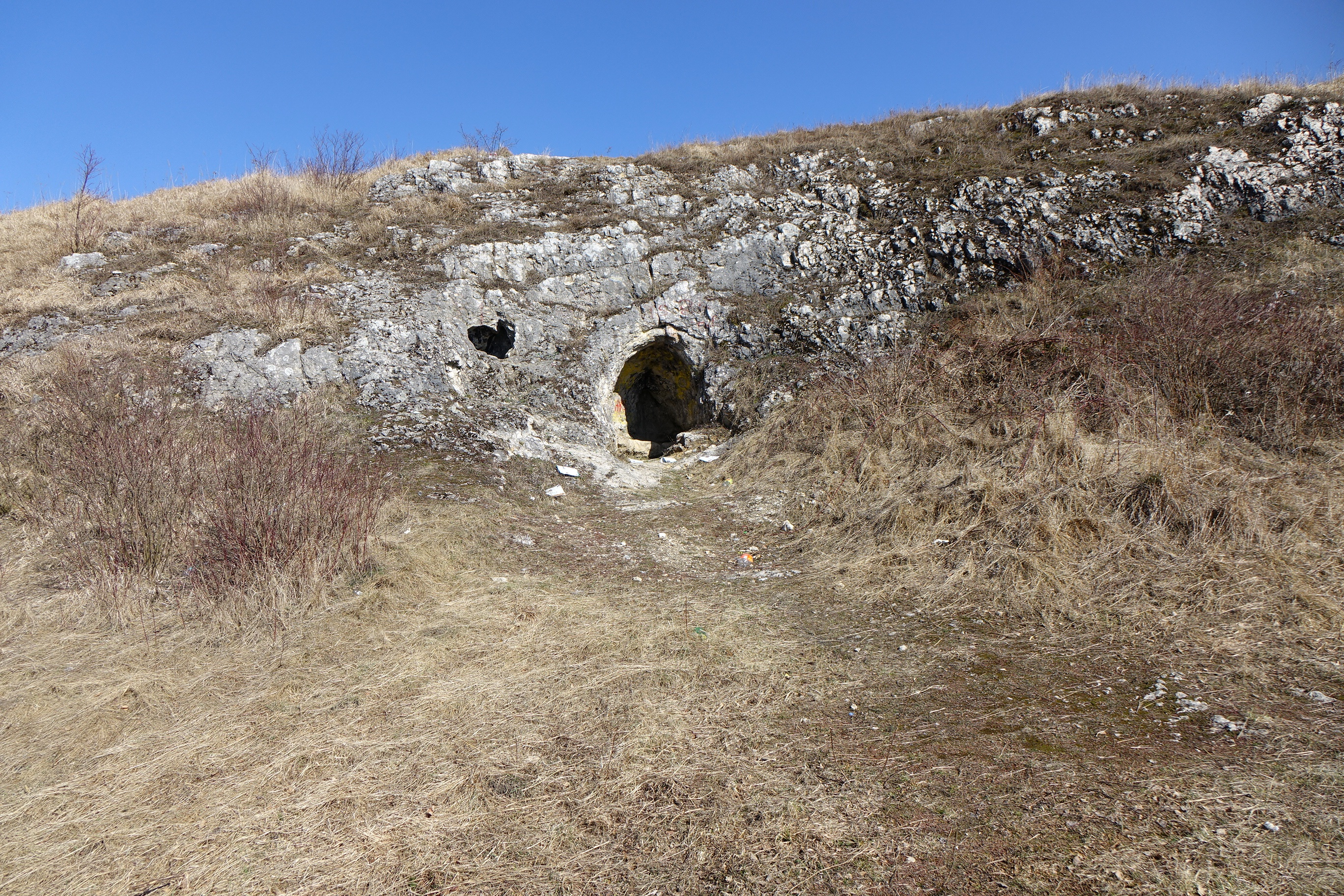
Skała Cylna z otworami schroniska
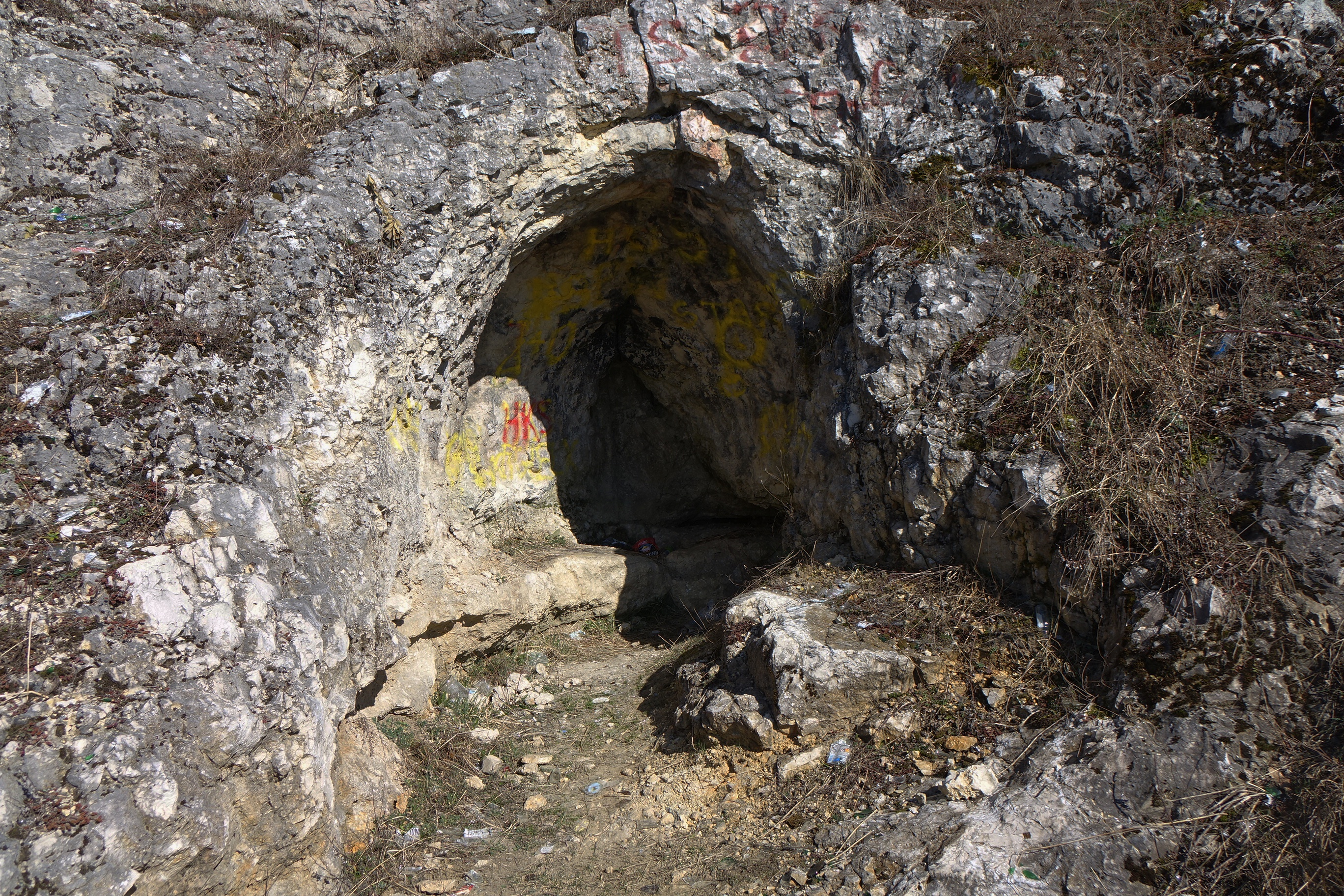
Główny otwór
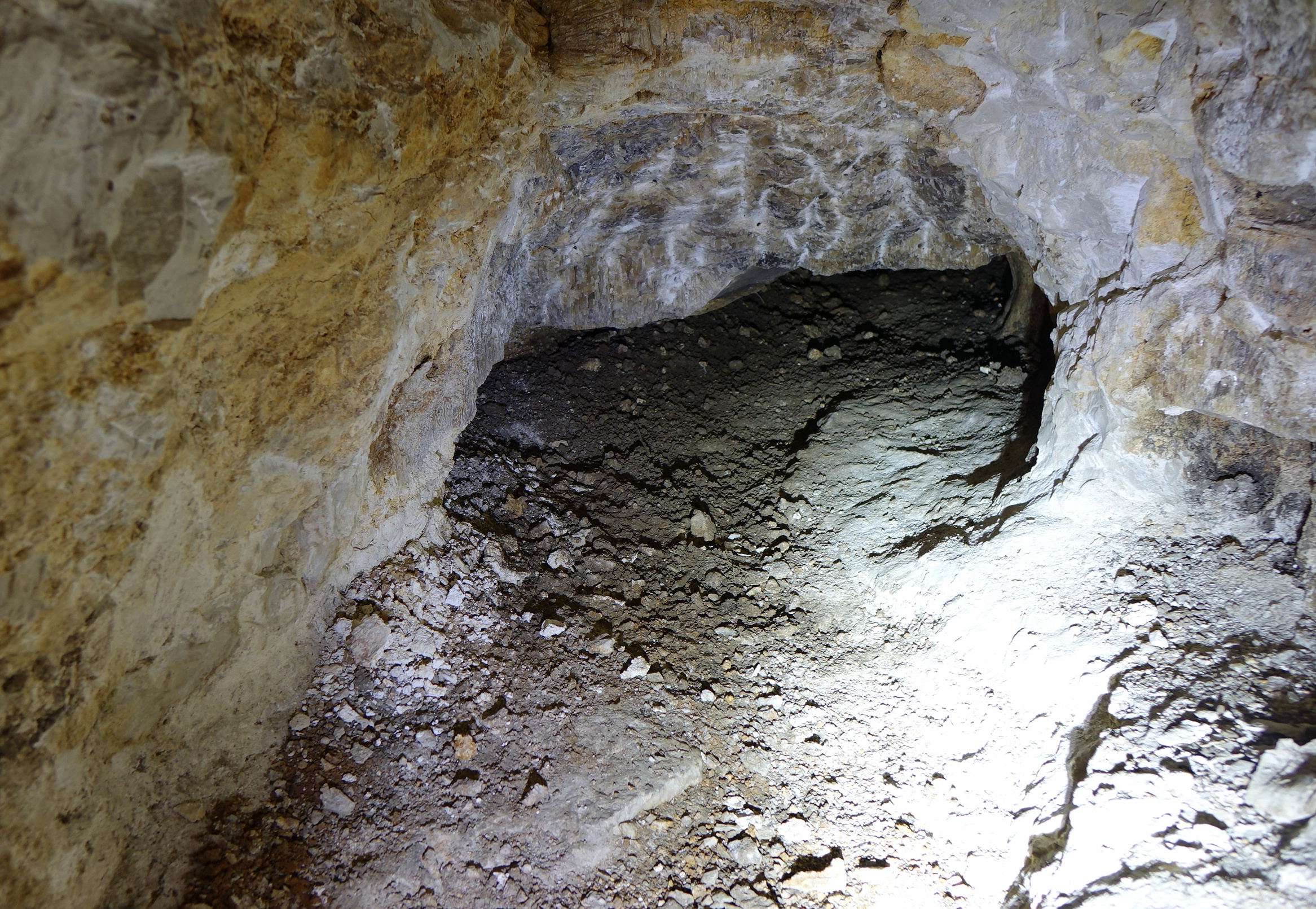
Nyża
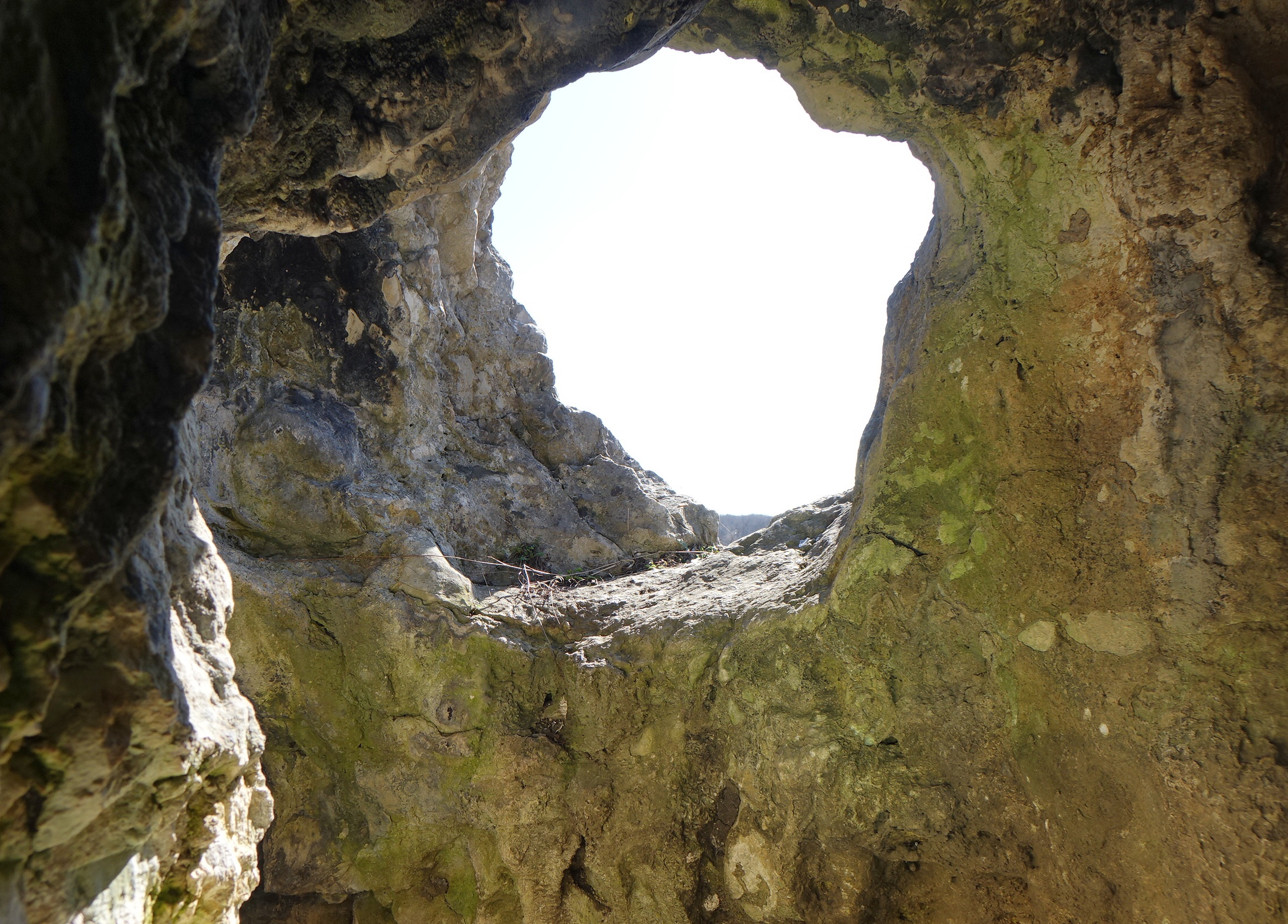
Otwór górny
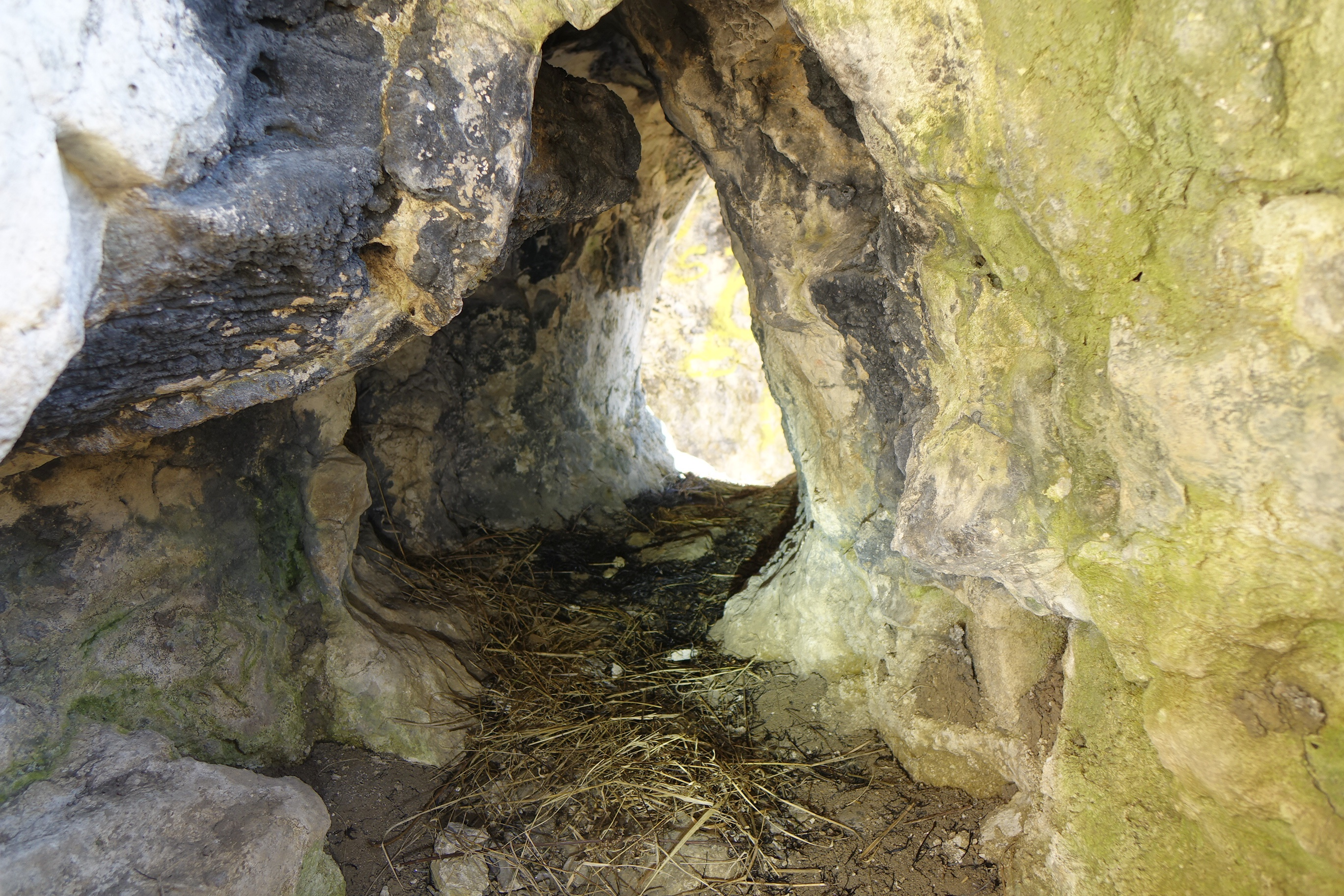
Korytarzyk

## Historia poznania
Otwór do schroniska został odsłonięty podczas eksploatacji kamieniołomu, prawdopodobnie jeszcze przed II wojną światową. Po raz pierwszy schronisko wymienił Kazimierz Kowalski w 1951 r. W 1986 r. A. Górny i M. Szelerewicz w wykazie jaskiń Wyżyny Krakowsko-Wieluńskiej podają jego wymiary. Wynika z nich, że od czasów opisania go przez K. Kowalskiego schronisko wskutek eksploatacji zostało dwukrotnie powiększone. Obecny plan schroniska opracował A. Polonius w 2018 r.